# 주자나 레하크슈테페체코바
주자나 레하크슈테페체코바(슬로바키아어: Zuzana Rehák-Štefečeková, 1984년 1월 15일~)은 슬로바키아의 사격 선수로 주 종목은 트랩이다. 2008년과 2012년 하계 올림픽 여자 트랩 종목에서 은메달을 획득했고 2020년 하계 올림픽 여자 트랩 종목에서 금메달을 획득했다.